# Erich Bergel
Erich Bergel (Barcarozsnyó, 1930. június 1. – Ruhpolding, 1998. május 3.) erdélyi szász karmester.

## Életpályája
Erich Bergel életének első négy évtizedét szülőhazájában töltötte. A szülői háztól kettős örökséget kapott: egyfelől a soknemzetiségű családot – hiszen édesapja szász, édesanyja pedig spanyol és magyar felmenőktől származott –, másfelől a kamarazene szeretetét és a mindennapi muzsikálás élményét. Hegedűs édesapja irányításával, három testvérével együtt részt vett a házimuzsikálásban, s már kora gyermekkorától kezdve hegedült, fuvolázott és zongorázott. Már 18 éves korában a Nagyszebeni Filharmonikusok fuvolistája volt. A felfedezendő hangszerek sorát hamarosan az orgona és több rézfúvós instrumentum is gyarapította. (Kiváló hangszerismeretét később a zenekari munkában kamatoztatta, és amikor az 1960-as években politikai okokból egy ideig nem gyakorolhatta karmesteri hivatását, a Kolozsvári Filharmonikus Zenekar trombitásaként kereste kenyerét.) 1950 és 1955 között a Kolozsvári Zeneművészeti Főiskolán tanult, ahol karmester, orgona és zeneszerzés szakokon végzett. A tanulóévek tovább erősítették benne a bachi örökséget, melyet az a Kurt Mild közvetített számára, aki a német orgonaiskola legkiválóbb képviselőinek, Günther Raminnak és Fritz Heitmannak a tanítványa volt. Ezektől a tanulóévektől datálódik Bergel szenvedélyes érdeklődése J. S. Bach monumentális utolsó műve, A fúga művészete iránt.
Tanulmányai végeztével 1955-től négy esztendeig Nagyváradon működött zeneigazgatóként, majd 1959-ben a Kolozsvári Filharmonikusok karmestere lett, de még abban az esztendőben letartóztatták „államellenes szervezkedés” vádjával. A kommunista hatalom szemében az volt valódi „bűne”, hogy zeneigazgatóként rendszeresen előadott vallásos témájú műveket, és számos orgonahangversenyen is közreműködött. Hét évre ítélték, majd három és fél – börtönben, illetve munkatáborban töltött – esztendő után, 1962-ben szabadult amnesztiával. A rabság éveiben különösen intenzíven tanulmányozta A fúga művészetét, feltárva Bach ciklusának kristálytiszta logikáját, a motívumok szerves összefüggéseit, sőt meggyőző stiláris hitelességgel kiegészítette a befejezetlenül maradt utolsó fúgát is. Ezt a jelentős tudományos munkát 1980-ban és 1985-ben két kötetben publikálta.
1965 és 1971 között ismét betölthette a Kolozsvári Filharmonikusok karnagyi tisztjét. 1971-ben Herbert von Karajan személyes pártfogásával végre elhagyhatta Romániát s viharos gyorsasággal bontakozott ki nemzetközi karmesteri karrierje. Karajan hívta meg a Berlini Filharmonikusok vendégkarmesterének, ezután 1972-től a Berlini Zeneművészeti Főiskola tanára lett.
Karmesteri pályája során mintegy 160 zenekarral dolgozott együtt valamennyi földrész harmincöt országában. A Houstoni Szimfonikusok, a BBC több zenekara, a brüsszeli Flamand Rádió Zenekara hosszabb ideig is irányítása alatt működött. 1989 és 1994 között a Budapesti Filharmóniai Társaság Zenekarának vezető karnagya, és a Magyar Állami Operaház rendszeres vendégkarmestereként sikerrel dolgozott a nagy múltú együttesek művészi színvonalának emeléséért. Különösen Beethoven-, Brahms- és Bruckner-interpretációi keltették fel a szakma és a közönség figyelmét, a kritika a Furtwänglertől Karajanig ívelő nagy dirigensi hagyomány folytatóját látta benne.

## Könyvei
- Johann Sebastian Bach, die Kunst der Fuge: ihre geistige Grundlage im Zeichen der thematischen Bipolarität, Brockhaus Musikverlag Bonn, 1980, ISBN 3-922173-00-4
- Bachs letzte Fuge, Brockhaus Musikverlag Bonn, 1985, ISBN 3-922173-03-9

## Diszkográfia
- Chopin: e-moll és f-moll zongoraverseny, 1994 Denon Records, (Bruno Eigutto – zongora)
- Chopin: e-moll zongoraverseny; Beethoven: B-dúr zongoraverseny, 1996 Claremont, (Fokvárosi Szimfonikus Zenekar, Steven de Groote – zongora)
- J. S. Bach: A fúga művészete, 1998 BMC Records, (Kolozsvári Filharmonikus Zenekar)
- Romantikus zongoraversenyek (Csajkovszkij, Rahmanyinov, Chopin, Schumann) 1998 Denon Records, (Budapesti Filharmóniai Társaság Zenekara, Brigitte Engerer, Helene Grimaud, Emmanuel Krivine, Jesus Lopez-Cobos – zongora, társkarmester: Eliahu Inbal)
- R. Strauss: Metamorfózisok; Honegger: II. szimfónia, 1998 BMC Records, (Camerata Transsylvanica)
- Johann Sebastian Bach – Revisited, 2000 BMC Records, (Kolozsvári Filharmonikus Zenekar)
- Brahms szimfóniái, 2002 BMC Records, (Kolozsvári Filharmonikus Zenekar)
- Brahms Ein deutsches Requiem (Recorded Live)Erich Bergel vezényel / Houston Symphony Orchestra / Houston Symphony Chorus

Ruth Falcon, szoprán; Tom Krause, bariton;link: http://www.highdeftapetransfers.com/product/1667/Brahms-Requiem-Houston-Symphy-Orch%5B%5D